# داماد

رونالد ریگان در لباس دامادی

هنگامی‌که یک مرد و یک زن با هم ازدواج می‌کنند، به مرد داماد می‌گویند. همچنین به زن عروس می‌گویند. داماد همچنین به‌عنوان نوعی نسبت خویشاوندی سببی هم به‌کار می‌رود به این معنا که شوهر دختر آقای فلان، در حکم داماد آقای الف محسوب می‌شود. که وظیفه آن تهیه خانه و خوراک و هزینه مختصر زندگی مشترک است و تمامی هزینه های قبل از شروع زندگی مشترک ( شب عروسی ) بر عهده خانواده عروس است . 

### داماد در ادبیات فارسی
مجو درستی عهد از جهان سست نهاد
که این عجوزه عروس هزار دامادست (حافظ)

سرافراز داماد رستم بود
بایران زمین همچو او کم بود (فردوسی)